# Jürgen Oelke
Jürgen Oelke (født 25. november 1940 i Berlin) er en tysk tidligere roer, dobbelt olympisk guldvinder og dobbelt europamester.
Oelke, der var styrmand, stillede op for Berliner SC og indledte sin karriere i otteren, der blev vesttyske mestre i 1961 og vandt EM-sølv samme år.
Det følgende år skiftede han til firer med styrmand, og i denne båd var han med til at blive tysk mester og verdensmester i 1962, samt i 1963 yderligere et tysk mesterskab og en EM-guldmedalje. I 1964 vandt han endnu et tysk mesterskab samt EM-sølv i denne båd, inden han drog til OL 1964 i Tokyo for et fælles tysk hold (reelt en rent vesttysk besætning i form af klubholdet fra BSC). De øvrige i båden var Bernhard Britting, Joachim Werner, Egbert Hirschfelder og Peter Neusel, og tyskerne var store favoritter, selvom Sovjetunionen havde besejret dem ved EM. Tyskerne vandt da også deres indledende heat ret klart, og i finalen var de igen temmelig overlegne og vandt med et forspring på over to sekunder til italienerne på andenpladsen og den nederlandske båd på tredjepladsen; et opgivende sovjetisk mandskab måtte nøjes med en femteplads, mere end femten sekunder efter tyskerne.
Sammen med de øvrige roere i fireren blev han kåret til årets sportshold i Vesttyskland i 1964. Senere i karrieren blev Oelke ungdomstræner i Hamburg.

## OL-medaljer
- 1964:  Guld i firer med styrmand